# (469333) 2000 PE30
(469333) 2000 PE30 est un transneptunien de magnitude absolue 6,1.
Son diamètre est estimé à 265 km, ce qui pourrait le qualifier comme candidat au statut de planète naine.